# Symfonie nr. 5 (Simpson)
Robert Simpson componeerde zijn Symfonie nr. 5 in 1972, nog voor de première van Symfonie nr. 4. De compositie is in opdracht geschreven van het London Symphony Orchestra, dat onder leiding van Andrew Davis de eerste uitvoering verzorgde op 3 mei 1973, zeven dagen na de première van de 4e symfonie in Manchester.

## Compositie
Deze bestaat nu eens uit vijf delen:
1. Allegro;
2. Canone 1: Comodo e tranquillo;
3. Scherzino: Molto vivace;
4. Canone 2: Adagio
5. Finale: Molto Allegro e con fuoco.

De 4e symfonie blonk uit in vrolijkheid, alle vervelende zaken waren uit de symfonie gedestilleerd. Het omgekeerde is het geval met deze symfonie. Vanaf het begin klinkt de compositie gehaast, geïrriteerd en geagiteerd. De symfonie is geschreven in symmetrie; de buitenste 2 delen omvatten 2 middendelen die op hun beurt weer het centrale deel het Scherzino omvatten. Alle vrolijkheid is verdwenen.

De symfonie begint met een aantal maten pianissimo, waarna het niet te teugelen geweld losbarst. Het gehele allegro is zonder meer onrustig. In deel (2) neemt de onrust iets af, maar verdwijnt nooit. Ook deel (3) blijft onrustig, terwijl een scherzo vrolijk zou moeten klinken. Het unheimliche gevoel neemt in deel (4) zo toe, dat aan het eind van het deel de componist doodmoe lijkt en de muziek tot stilstand komt met een aantal dissonante zweverige akkoorden die langzaam in elkaar overvloeien. Vlak daarna starten de pauken de onrust weer en binnen een aantal maten zitten we weer in de sfeer van deel 1. De muziek lijkt totaal uit de hand te lopen, maar tegen het einde komt het dan eindelijk tot rust. Bij een pianissimo begeleiding komt het nog tot enkele oprispingen, maar daarna is het echt pianissimo tot het eind (ook weer een paar maten, zodat hier ook de symmetrie van de compositie blijkt.

Niets van de spanning is opgelost en je blijft met een vreemd gevoel zitten. Wat wil de componist nou; je zou eigenlijk de symfonie gewoon kunnen herstarten. Zoals vaker met onrust blijft het je enige tijd achtervolgen, pas als je zelf maatregelen neemt kom je pas tot rust en zo is het dus kennelijk ook met deze symfonie.

## Opmerking
Tijdens het componeren van deze symfonie is Simpson een tijdje ernstig ziek geweest, hetgeen de structuur van de compositie beïnvloed zou kunnen hebben. Eerst het steeds maar zieker worden en daarna het langzame herstel

## Bron
Uitgave van Hyperion Records